# Питерсберг (боро)
Питерсберг (англ. Petersburg Borough) — боро в штате Аляска (США). По данным переписи за 2016 год число жителей боро составляло 3149 человек. Образовано 3 января 2013 года. Центр боро находится в статистически обособленной местности Питерсберг, который ранее был городом, однако был расформирован во время создания города.
В боро находится город Купреянов, статистически обособленные местности Питерсберг и Хобарт-Бей. На территории находится национальный лес Тонгасс.
Питерсберг был инкорпорирован как боро в 2013 году. Он был образован из частей территорий зон переписи населения Хуна-Ангун и Питерсберг.

## Население
В 2015 году на территории боро проживал 3221 человек (из них 53,0 % мужчин и 47,0 % женщин). Расовый состав: белые — 72,2 %, афроамериканцы — 3,0 %, коренные американцы — 6,0 %, азиаты — 2,3 и представители двух и более рас — 10,8 %. Население округа по возрастному диапазону по данным переписи 2010 года распределилось следующим образом: 76,6 % — жители младше 18 лет, 4,4 % — между 18 и 21 годами, 59,9 % — от 21 до 65 лет и 12,3 % — в возрасте 65 лет и старше. Средний возраст населения — 40,4 лет.

## Экономика
В 2015 году из 2565 трудоспособных жителей старше 16 лет имели работу 1834 человека. При этом мужчины имели медианный доход в 60 865 долларов США в год против 43 657 долларов среднегодового дохода у женщин. В 2014 году медианный доход на семью оценивался в 83 750 $, на домашнее хозяйство — в 67 935 $. Доход на душу населения — 34 884 $. 6,1 % от всего числа семей в Питерсберге и 10,2 % от всей численности населения находилось на момент переписи за чертой бедности.